# Somatidia terrestris
Somatidia terrestris är en skalbaggsart som beskrevs av Thomas Broun 1880. Somatidia terrestris ingår i släktet Somatidia och familjen långhorningar. Inga underarter finns listade i Catalogue of Life.